# 刑事訴訟費用等に関する法律
刑事訴訟費用等に関する法律（けいじそしょうひようとうにかんするほうりつ、昭和46年法律第41号）は、刑事訴訟等における訴訟費用に関する日本の法律である。
本法制定前は、刑事訴訟費用法（大正10年法律第68号）および訴訟費用臨時措置法（昭和19年法律第2号）が訴訟費用について規定していたが、多くの不備が目立つようになり、解釈や実務慣行によりこれを補っている点が少なくないとして民事訴訟費用等に関する法律とともに制定された。

## 概要
以下の費用を、刑事の手続における訴訟費用とし、これについて規定されている。
- 公判期日若しくは公判準備につき出頭させ、又は公判期日若しくは公判準備において取り調べた証人等に支給すべき旅費、日当及び宿泊料
- 公判期日又は公判準備において鑑定、通訳又は翻訳をさせた鑑定人、通訳人又は翻訳人に支給すべき鑑定料、通訳料又は翻訳料及び支払い、又は償還すべき費用
- 刑事訴訟法第38条第2項の規定により弁護人に支給すべき旅費、日当、宿泊料及び報酬